# Président de la république de Chine (Taïwan)
Ne doit pas être confondu avec Président de la république populaire de Chine ou Présidents de la Chine.
Le président de la république de Chine est le chef d'État et le chef des forces armées de Taïwan, qui se considère comme assurant la continuité légitime de la Première République chinoise.
Le 25 décembre 1947, la nouvelle constitution est promulguée, Tchang Kaï-chek (chef de l'état par intérim depuis 1943) devenant le premier président en avril 1948. La victoire des communistes dans la guerre civile chinoise entraîne le repli du régime à Taïwan en décembre 1949. Chiang Kai-shek, officiellement démissionnaire depuis janvier 1949, reprend officiellement la tête du pays en mars 1950. Le gouvernement de la république de Chine ne contrôle dans les faits, depuis 1950 que les îles de Taïwan, Penghu, Jinmen, et Matsu.
Le régime en place à Taïwan se présentant comme la continuation directe de la Première République et aucune césure politique n'étant reconnue entre les deux périodes, la chronologie officielle de cet État prend en compte tous les présidents de la période allant de 1912 à 1949.

## Système électoral
Le président de la république de Chine est élu au scrutin uninominal majoritaire à un tour pour un mandat de quatre ans renouvelable une seule fois, de manière consécutive ou non. Les candidats à la présidence se présentent chacun en binômes avec un colistier, lui même candidat à la vice-présidence,.
Tout candidat doit être détenteur de la seule nationalité taïwanaise, acquise de naissance, être âgé d'au moins 40 ans, et avoir résidé à Taïwan depuis au moins quinze ans, sans interruption de plus de six mois consécutifs. Ne peuvent se présenter les individus ayant leur résidence en république populaire de Chine, les militaires et les membres de la commission électorale,.
A ces conditions s'ajoutent celle du soutien de leur candidature par un parti ou par une partie de la population. Les partis politiques dont les candidats ont réunis au moins 5 % des suffrages exprimés à la précédente élection présidentielle ou aux dernières élections législatives sont en droit de soumettre la candidature d'un binôme de candidats. A défaut d'un tel soutien, un candidat peut se présenter s'il réunit en deux semaines les signatures d'au moins 1,5 % du total des électeurs inscrits sur les listes électorales aux dernières élections législatives. Lors de l'élection présidentielle de janvier 2024, par exemple, 289 682 signatures sont requises,.

## Liste des présidents
Le tableau rend compte des présidents qui se sont succédé sur l'île de Taïwan depuis que la province est devenue de fait une entité distincte de la Chine continentale.
Pour une liste des présidents depuis la fin de l'Empire, voir président de la Chine.
| No | Portrait | Titulaire                                           | Élection                 | Début du mandat | Fin du mandat   | Parti | Parti |
| -- | -------- | --------------------------------------------------- | ------------------------ | --------------- | --------------- | ----- | ----- |
| –  |          | Li Zongren intérim (13 août 1890 - 13 janvier 1969) | –                        | 21 janvier 1949 | 1er mars 1950   |       | KMT   |
| 1  |          | Tchang Kaï-chek (31 octobre 1887 - 5 avril 1975)    | 1948 1954 1960 1966 1972 | 1er mars 1950   | 5 avril 1975    |       | KMT   |
| 2  |          | Yen Chia-kan (23 octobre 1905 - 24 décembre 1993)   | –                        | 5 avril 1975    | 20 mai 1978     |       | KMT   |
| 3  |          | Chiang Ching-kuo (27 avril 1910 - 13 janvier 1988)  | 1978 1984                | 20 mai 1978     | 13 janvier 1988 |       | KMT   |
| 4  |          | Lee Teng-hui (15 janvier 1923 - 30 juillet 2020)    | – 1990 1996              | 13 janvier 1988 | 20 mai 2000     |       | KMT   |
| 5  |          | Chen Shui-bian (né le 12 octobre 1950)              | 2000                     | 20 mai 2000     | 20 mai 2004     |       | DPP   |
| 5  | 2004     | Chen Shui-bian (né le 12 octobre 1950)              | 20 mai 2004              | 20 mai 2008     |                 |       | DPP   |
| 6  |          | Ma Ying-jeou (né le 13 juillet 1950)                | 2008                     | 20 mai 2008     | 20 mai 2012     |       | KMT   |
| 6  | 2012     | Ma Ying-jeou (né le 13 juillet 1950)                | 20 mai 2012              | 20 mai 2016     |                 |       | KMT   |
| 7  |          | Tsai Ing-Wen (née le 31 août 1956)                  | 2016                     | 20 mai 2016     | 20 mai 2020     |       | DPP   |
| 7  | 2020     | Tsai Ing-Wen (née le 31 août 1956)                  | 20 mai 2020              | 20 mai 2024     |                 |       | DPP   |
| 8  |          | Lai Ching-te (né le 6 octobre 1959)                 | 2024                     | 20 mai 2024     | en cours        |       | DPP   |